# Ain't No Sunshine
Ain't No Sunshine è un singolo del cantante statunitense Bill Withers, pubblicato nel settembre 1971 come secondo estratto dal primo album in studio Just as I Am.

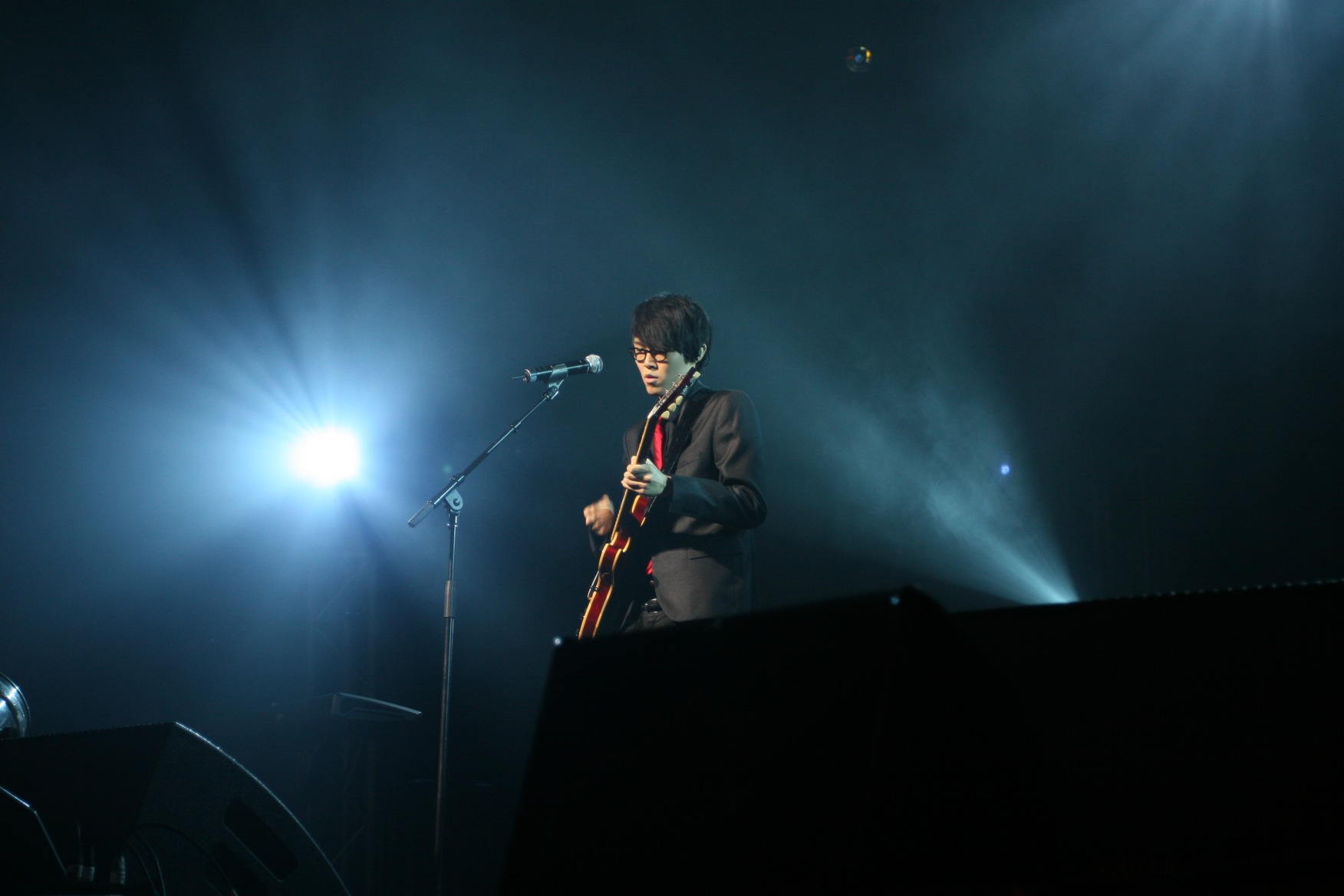
Il cantante Khalil mentre esegue una cover del brano di Bill Withers

## Descrizione
Il brano è stato scritto e interpretato dallo stesso cantante e prodotto da Booker T. Jones. All'incisione del brano parteciparono Donald Dunn al basso e Al Jackson Jr. alla batteria. Nel 1971, quando l'allora trentunenne Bill Withers registrò il brano a Los Angeles, stava lavorando in una azienda che si occupava di fabbricare componenti dei bagni del Boeing 747.
Inizialmente il cantante aveva intenzione di scrivere versi anche per la parte del brano in cui ripete la frase «I know» ventisei volte, tuttavia altri musicisti gli consigliarono di lasciare il brano così com'era. Withers successivamente ha raccontato al sito songfacts.com che l'ispirazione per la canzone gli venne dopo aver visto il film del 1962 I giorni del vino e delle rose.
Il pezzo fu originariamente pubblicato come lato B di un altro singolo dal titolo Harlem. Tuttavia i DJ considerarono Ain't No Sunshine un brano di migliore qualità e ne decretarono il successo, che fu notevole.

## Successo commerciale
Il brano ottenne un notevole successo, tanto da raggiungere la sesta posizione della classifica statunitense Billboard R&B/Hip-Hop Airplay e alla terza della Billboard Hot 100.
La canzone riscosse un successo strepitoso anche all'estero, tanto da venire certificata disco di platino in sette Paesi.
La versione di Bill Withers ha conosciuto un nuovo e inaspettato successo nel 2009, quando è stata cantata nell'ottava edizione di American Idol dal vincitore Kris Allen: il successo è stato tale che il brano è riuscito ad entrare nuovamente nella Top 40 negli Stati Uniti e nel Regno Unito.

## Riconoscimenti
Nel 1972 la canzone vinse il Grammy Award come "Miglior canzone R&B".
Nella lista delle 500 migliori canzoni di tutti i tempi stilata dalla rivista Rolling Stone, Ain't No Sunshine è stata inserita al 280° posto.
Inoltre, nel 2024, Ain't No Sunshine è stata inserita nel prestigioso National Recording Registry dalla Biblioteca del Congresso in quanto "culturalmente, storicamente e/o esteticamente significativo".

## Tracce
7" singolo A&M
1. Ain't No Sunshine – 2:04
2. Harlem – 3:23

## Cover
Nel corso degli anni Ain't No Sunshine è stata interpretata da numerosi cantanti, tra i quali:
- Aaron Kelly
- Aaron Neville
- Adam Again
- Akon
- Airto Moreira & Flora Purim
- Al Green
- Al Jarreau
- Andy Abraham
- At Last
- Augustus Pablo
- Aynsley Lister
- Barry White
- BB King
- Betty Wright
- Black Label Society
- BoA
- Bobby Blue Bland
- Boney James
- Boris Gardiner
- Buddy Guy
- Budka Suflera
- Cat Stevens
- Caterina Caselli
- Christina Christian
- Cœur de Pirate
- D'Angelo
- DMX
- Daphne's Flight
- Dave McPherson
- David Cassidy
- David Sanborn
- Des'ree & Ladysmith Black Mambazo
- Emily King
- Eva Cassidy
- Everlast & DMX
- Fable
- Fall Out Boy
- Finger Eleven
- Freddie Foxxx
- Freddie King
- Giorgia
- Gomez
- Grace Kelly
- Grover Washington Jr.
- Hanson
- Horace Andy
- Isaac Hayes
- Ivan "Boogaloo Joe" Jones
- Jars of Clay
- Ja Rule
- James Taylor
- Jazzamor
- Jeff Beck
- Joan Osborne
- Joe Cocker
- Johnny Clarke
- John Mayer
- John Waite
- José Feliciano
- Joss Stone
- Junior Murvin
- Justin Nozuka
- Justin Timberlake & Robyn Troup
- Kainalu Busque
- Kashmere Stage Band
- Ken Boothe
- Kenny Rogers
- Kris Allen
- Lenny Kravitz
- Leonard Cohen
- Lighthouse Family
- Lucero
- Lyn Collins
- Mama Lion
- Mark Knopfler & Al Jarreau
- Mark Eitzel
- Maroon 5
- Marvin Gaye
- Matt Andersen
- Max Mutzke
- Maynard Ferguson
- Maysa
- Me First and the Gimme Gimmes
- Melanie Safka
- Melody Gardot
- Merrill Osmond
- Michael Bolton
- Michael Chapdelaine
- Michael Jackson
- Montezuma's Revenge
- Naná Vasconcelos
- New Found Road
- Nikki Webster
- Noemi
- Overboard
- Olivia Ong
- Otis Redding
- Paul Brown
- Paul Carrack
- Paul McCartney
- Percy Sledge
- Rachel Z
- Rahsaan Roland Kirk
- Richard Marx
- Rhymefest
- Rob Thomas Ft. Carlos Santana
- Rockmelons & Deni Hines
- Rodney Jones
- Roy Ayers
- Royal Frenz
- Sakis Rouvas
- Savoy Brown
- Scott Walker
- Shazad Habib
- Sivuca
- Slavi Trifonov
- Soul For Real
- Steven Houghton
- Sting
- Subsonica
- Sydney Youngblood
- Taufik Batisah
- TC Carson
- Ted Levine
- Tereza Kerndlová
- The Police
- The Temptations
- The Lushtones
- The Slackers
- Tom Jones
- Tom Petty & The Heartbreakers
- Tori Amos
- Tracy Chapman
- UB40
- Van Morrison
- Victor Wooten
- Will Hoge
- Will Young
- Woven Hand
- Wynonna Judd
- Ysabella Brave
- Ziggy Marley

Varie canzoni utilizzano inoltre solo il titolo di Ain't No Sunshine e ne prendono in prestito il testo del ritornello, ma differiscono per tutto il resto. Tra queste figurano le versioni registrate da Akon, Cuban Link, Kid Frost, DMX e Boxcutter. Quella del 2001 di DMX, intitolata solo No Sunshine, è stata inclusa nella colonna sonora del film Ferite mortali.
Ain't No Sunshine è stata anche tradotta in lingua tedesca da Lukas Hilbert con il titolo Mein Tag, Mein Licht. In questa versione il brano è stato interpretato da vari artisti, tra i quali Jazzkantine e Yvonne Catterfeld. Un'altra versione in lingua tedesca, intitolata Allem Anschein nach bist Du's è stata registrata nel 2003 da Stefan Gwildis.

## Versione di Michael Jackson
Una nota versione del brano venne realizzata anche da Michael Jackson, che la cantò in chiave soul e la pubblicò come estratto dal suo album del 1972 Got to Be There.

### Tracce
1. Ain't No Sunshine – 4:09 (Bill Withers)
2. I Wanna Be Where You Are – 2:58 (Ware/Ross)

## Nella cultura di massa
Oltre che nel film Ferite mortali, Ain't No Sunshine è stata inserita nella colonna sonora di Notting Hill, Old School,  Amy, Crooklyn, Munich, Flight, Colonia e Perdida.
In televisione è apparsa anche in vari episodi di Drawn Together, CSI: Crime Scene Investigation, LAX, Monk, The Closer, Raising Hope, Perception (cantata dal protagonista), Willy il principe di Bel Air e The Boys.

## Classifiche
| Paese                            | Posizione massima |
| -------------------------------- | ----------------- |
| Classifica singoli (Stati Uniti) | 8                 |